# Tunelul Annie Cordy

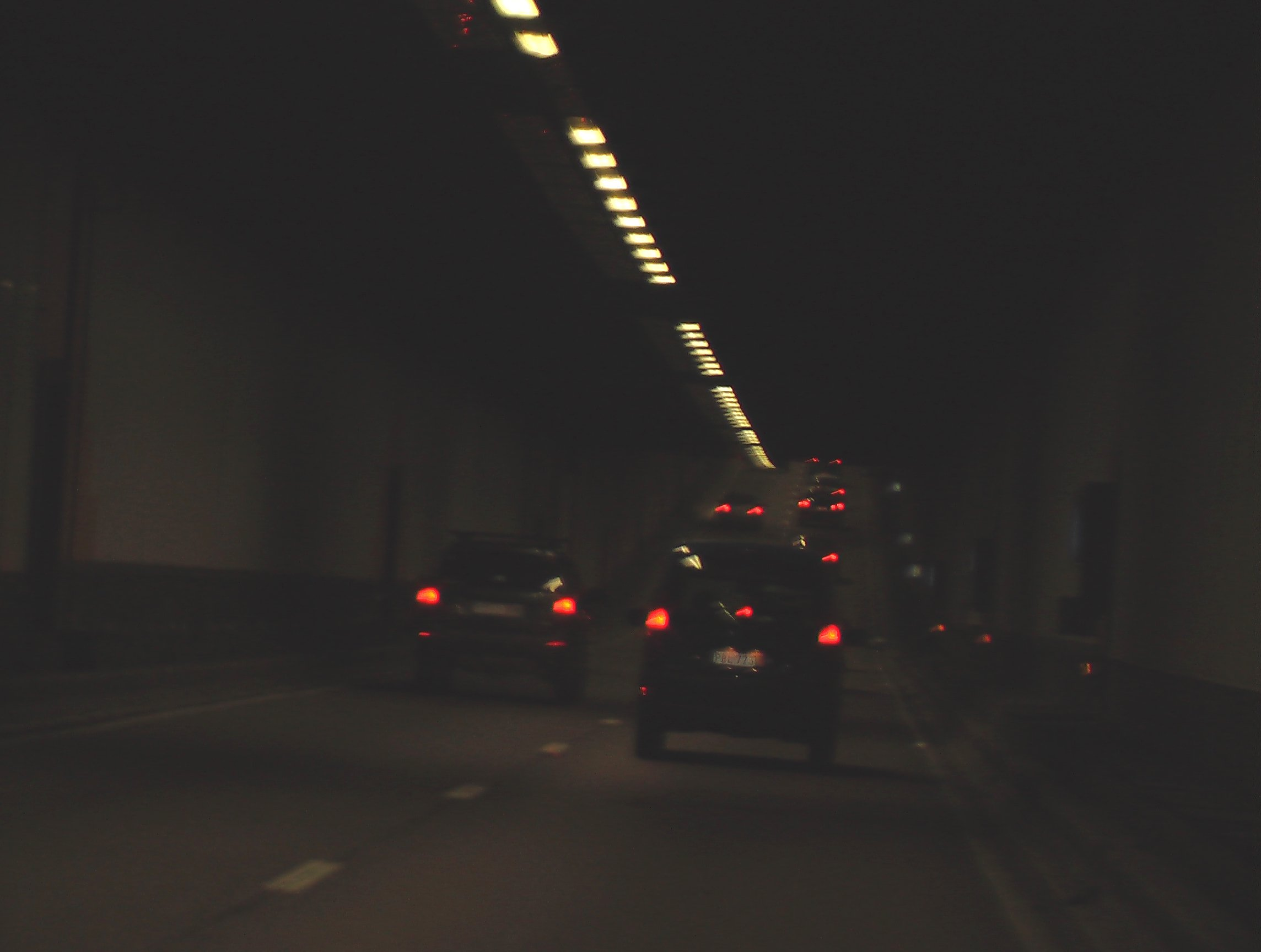
Tunelul Annie Cordy

Tunelul Annie Cordy este un tunel rutier din Bruxelles, cu lungimea de 2 535 m. Este cel mai lung tunel rutier al Belgiei și trece pe sub Bulevardul Annie Cordy, de unde provine și numele său, constituind calea de acces în capitala Belgiei dinspre vest.
Regiunea Capitalei Bruxelles a hotărât renovarea tunelului printr-un parteneriat public-privat în perioada 2014-1018 pentru întreținerea acestuia timp de 25 de ani.

## Galerie foto

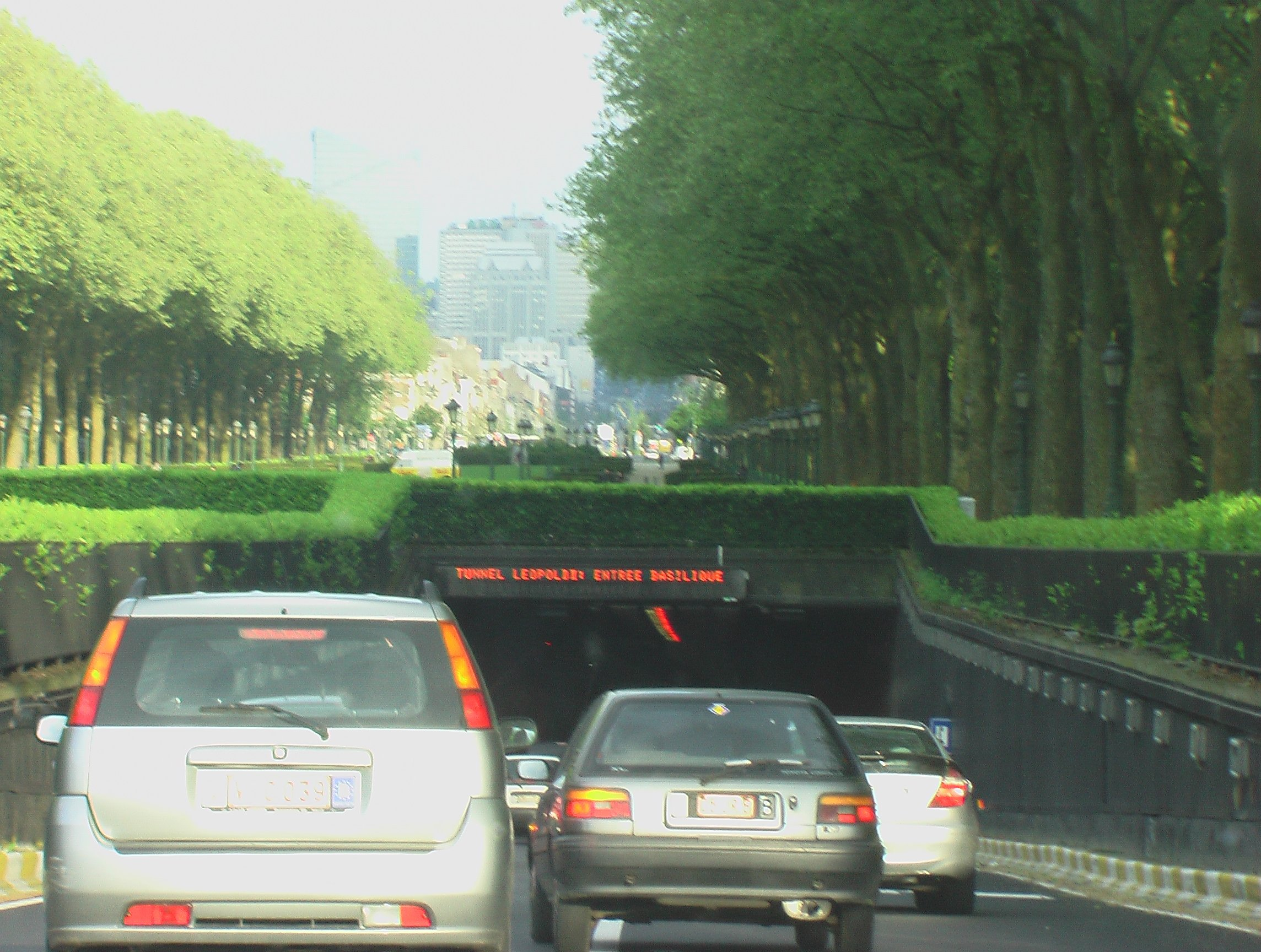
Intrarea în tunel

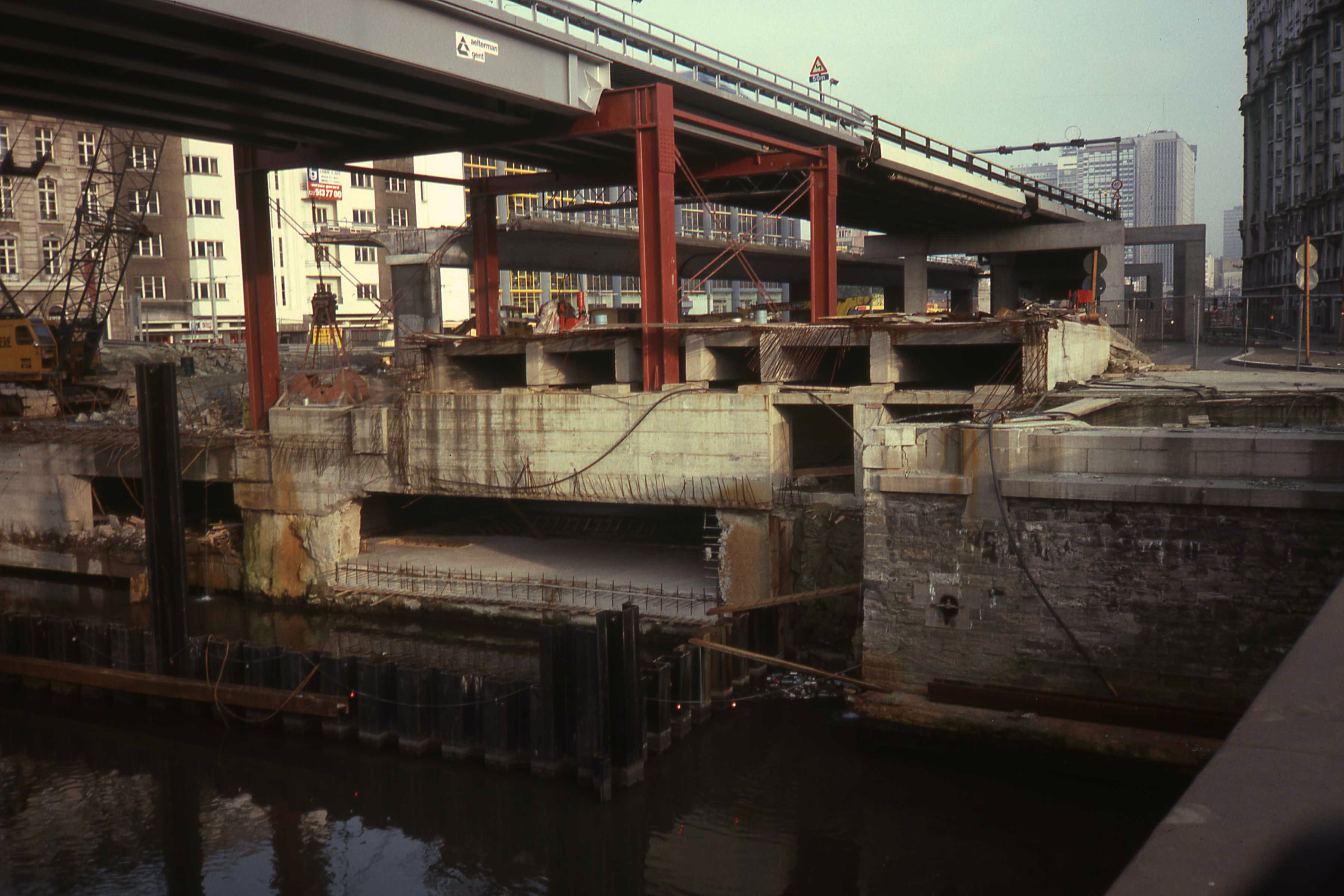
Tunelul aflat în lucru în anul 1984. În fundal se vede vechiul viaduct demolat.